# Wrestle Kingdom 11
Wrestle Kingdom 11 fue la undécima edición de Wrestle Kingdom, un evento pago por visión (PPV) de lucha libre profesional producido por New Japan Pro-Wrestling (NJPW). El evento tuvo lugar el 4 de enero de 2017, en Tokio, Japón, en el Tokyo Dome. El evento principal fue la lucha de Kazuchika Okada que defiende el Campeonato Peso Pesado de la IWGP contra Kenny Omega, siendo así la primera vez en la historia de Wrestle Kingdom que un extranjero estelariza el evento. Ésta lucha fue considerada como una de las mejores de la historia.

## Antecedentes

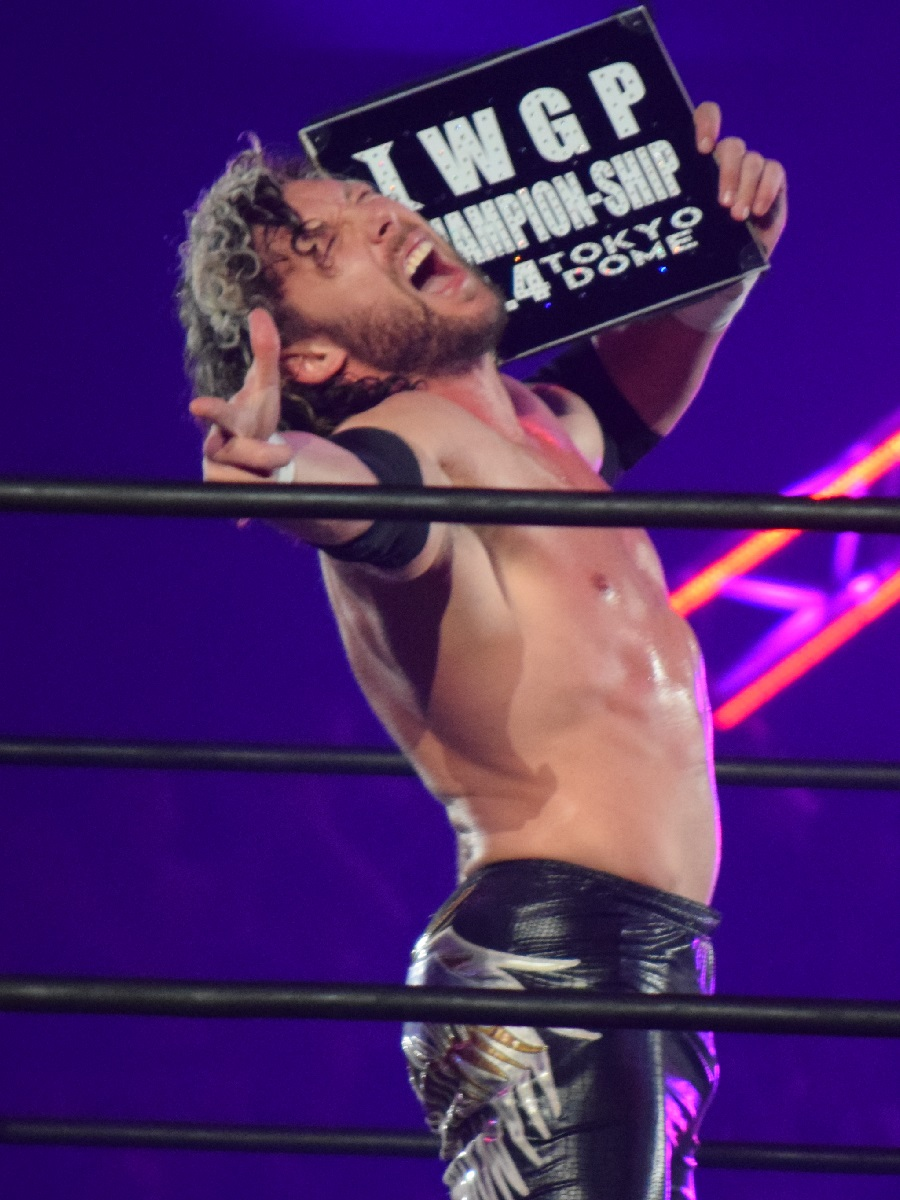
Kenny Omega con el maletín que contiene el contrato para una lucha por el Campeonato Peso Pesado de la IWGP en Wrestle Kingdom 11

El evento principal de Wrestle Kingdom 11 será la lucha de Kazuchika Okada que defiende el Campeonato Peso Completo de la IWGP contra Kenny Omega. Okada ganó el título el 19 de junio de 2016, al derrotar a Tetsuya Naitō en Dominion 6.19 en Osaka-jo Hall. Mientras tanto, Omega se convirtió en el contendiente número uno en el Tokyo Dome al ganar el G1 Climax de 2016 , derrotando a Hirooki Goto en la final para convertirse en el primer ganador extranjero del torneo principal de NJPW. Posteriormente, Okada defendió con éxito el Campeonato de Pesos Pesados del IWGP contra el representante de Pro Wrestling NOAH Naomichi Marufuji, cobrando venganza de la derrota sufrida durante el G1 Climax de 2016, mientras que Omega defendió su posición como el contendiente número uno contra Yoshi-Hashi y Hirooki Goto, lo cual lleva a la lucha entre Okada y Omega haciéndose oficial para el evento en Tokio en una conferencia de prensa el 11 de octubre. Esta lucha marca la primera oportunidad de Omega por el Campeonato de peso pesado IWGP, así como la primera lucha entre él y Okada.
Wrestle Kingdom 11 también contará con la lucha por el Campeonato Intercontinental de IWGP, donde Tetsuya Naito lo defenderá contra Hiroshi Tanahashi. En enero de 2016, Shinsuke Nakamura fue despojado del Campeonato Intercontinental después de que anunció que estaba dejando NJPW para ir a WWE, lo que llevó a Hiroshi Tanahashi y Kenny Omega a tener una lucha para determinar el nuevo campeón. Omega ganó el título el 14 de febrero en The New Beginning in Niigata, que llevó a una revancha en una lucha de escaleras el 19 de junio en Dominion 6.19 en Osaka-jo Hall. Sin embargo, antes de la lucha, Tanahashi sufrió una lesión de hombro legítima y se vio obligado a retirarse, siendo reemplazado por Michael Elgin, quien derrotó a Omega para convertirse en el nuevo Campeón Intercontinental de IWGP. Elgin entonces entró en una rivalidad con Tetsuya Naito, durante el cual Naito fue apoyado por su stable de Los Ingobernables de Japón (L.I.J.), mientras que Elgin tenía el respaldo de Hiroshi Tanahashi, que había comenzado su propia rivalidad con el miembro de L.I.J. Sanada, tras perder con él durante el G1 Climax 2016.
El 25 de septiembre en Destruction in Kobe, Naito derrotó a Elgin para ganar el campeonato Intercontinental de IWGP en una lucha en la que L.I.J. interfirió por completo, así como Tanahashi. Una revancha fue reservada entre los dos para el 5 de noviembre en el evento Power Struggle, pero Elgin se vio obligado a retirarse de la lucha después de sufrir una lesión ocular. Naito en su lugar derrotó al luchador de Ring of Honor Jay Lethal para retener el título. Después de la lucha, Tanahashi, que había derrotado a Sanada antes en el evento, se enfrentó a Naito, desafiándole a una lucha por el título en el Tokyo Dome, lo que Naito aceptó. La lucha romperá la racha de siete años de Tanahashi en los eventos estelares de Wrestle Kingdom, aunque Naito hizo surgir la posibilidad de que NJPW establezca un voto de aficionados para decidir si el Campeonato Intercontinental o de Pesos Completos fuera el evento principal del show. Naito aún no ha ganado una lucha individual en el Tokyo Dome, habiendo perdido las cinco luchas anteriores.

## Resultados
- Pre-Show: Michael Elgin ganó la New Japan Rumble (25:13).
  - Eliminó por último a Cheeseburger. (ver detalles)
  - Los demás participantes de la lucha eran: Billy Gunn, Bone Soldier, Jushin Thunder Liger, Kuniaki Kobayashi, Tiger Mask, Manabu Nakanishi, Ryusuke Taguchi, Yoshitatsu, Yuji Nagata, Hiroyoshi Tanzan, Hiro Saito y Scott Norton.
- Tiger Mask W derrotó a Tiger the Dark (06:34).
  - Mask W cubrió a The Dark después de un «Last Ride Powerbomb».
- Roppongi Vice (Beretta & Rocky Romero) derrotaron a The Young Bucks (Matt Jackson & Nick Jackson) y ganaron los Campeonatos Peso Pesado Junior en Parejas de la IWGP (12:57).
  - Romero cubrió a Matt con un «Crucifix Roll-up».
- Los Ingobernables de Japón (BUSHI, EVIL & SANADA) derrotaron a David Finlay, Ricochet & Satoshi Kojima (c), Bullet Club (Bad Luck Fale, Hangman Page & Yujiro Takahashi) y Chaos (Jado, Will Ospreay & YOSHI-HASHI) en un Gauntlet Match y ganaron los Campeonatos de Peso Abierto de Seis Hombres NEVER (16:06).
  - Takahashi eliminó a Chaos después de un «Pimp Juice» a Jado.
  - SANADA eliminó al Bullet Club al hacer rendir a Takahashi con un «Skull End».
  - EVIL eliminó a Kojima, Finlay & Ricochet después de un «EVIL» a Kojima.
- Cody derrotó a Juice Robinson (09:37).
  - Cody cubrió a Robinson después de un «American Nightmare».
- Adam Cole derrotó a Kyle O'Reilly y ganó el Campeonato Mundial de ROH (10:14).
  - Cole cubrió a O'Reilly después de un «Last Shot».
- Chaos (Tomohiro Ishii & Toru Yano) derrotaron a Guerrillas of Destiny (Tama Tonga & Tanga Loa) (c) y G.B.H (Togi Makabe & Tomoaki Honma) y ganaron los Campeonatos en Parejas de la IWGP (12:24).
  - Yano cubrió a Tanga Loa después de un «Ding Ding Lariat».
- Hiromu Takahashi derrotó a KUSHIDA y ganó el Campeonato Peso Pesado Junior de la IWGP (16:15).
  - Takahashi cubrió a KUSHIDA después de un «Time Bomb».
- Hirooki Goto derrotó a Katsuyori Shibata y ganó el Campeonato de Peso Abierto NEVER (16:17).
  - Goto cubrió a Shibata después de un «Reverse GTR» y un «GTR».
- Tetsuya Naito derrotó a Hiroshi Tanahashi y retuvo el Campeonato Intercontinental de la IWGP (25:25).
  - Naito cubrió a Tanahashi después de un «Destino».
- Kazuchika Okada (con Gedo) derrotó a Kenny Omega (con Matt Jackson & Nick Jackson) y retuvo el Campeonato Peso Pesado de la IWGP (46:45).
  - Okada cubrió a Omega después de un «Rainmaker».

### New Japan Rumble: entradas y eliminaciones
| Resultados | Resultados           | Resultados  | Resultados        | Resultados  |
| Entradas   | Entradas             | Elimination | Elimination       | Elimination |
| Orden      | Nombre               | Orden       | Por               | Tiempo      |
| ---------- | -------------------- | ----------- | ----------------- | ----------- |
| 1          | Michael Elgin        | —           | —                 | Ganador     |
| 2          | Billy Gunn           | 2           | Elgin             | 05:46       |
| 3          | Bone Soldier         | 1           | Cheeseburger      | 03:50       |
| 4          | Cheeseburger         | 13          | Elgin             | 25:13       |
| 5          | Jushin Thunder Liger | 5           | Tiger Mask        | 12:40       |
| 6          | Kuniaki Kobayashi    | 3           | Tiger Mask        | 08:59       |
| 7          | Tiger Mask           | 6           | Taguchi           | 12:49       |
| 8          | Manabu Nakanishi     | 4           | Varios luchadores | 12:00       |
| 9          | Ryusuke Taguchi      | 9           | Norton            | 21:02       |
| 10         | Yoshitatsu           | 7           | Nagata            | 16:26       |
| 11         | Yuji Nagata          | 8           | Saito             | 19:20       |
| 12         | Hiroyoshi Tenzan     | 12          | Elgin             | 23:34       |
| 13         | Hiro Saito           | 10          | Elgin             | 22:24       |
| 14         | Scott Norton         | 11          | Elgin             | 22:38       |